# Емблема Монголії
Герб Монголії — державний герб Монголії затверджений у 1992 році після падіння соціалістичної Монгольської Народної Республіки (МНР). Герб вписаний у коло. Синє тло символізує небо, а золотистий візерунок тумен нусан, який його оточує, — єдність. В центрі розташована фігура, яка поєднанує у собі національну емблему сойомбо та дорогоцінного жеребця. Вони є символами монгольської незалежності, суверенності та духу. У верхній частині герба, розташований талісман чандмані, який у монгольському фольклорі виконує бажання та символізує минуле, сучасність і майбутнє. У нижче від центру герба зображена гірська гряда, з буддистським колесом долі. Це колесо оповите стрічкою хадаг.

## Історичні герби

Герб Монголії (1911–1924)
Герб МНР (1924 - 1939)
Герб МНР (1939 - 1940)
Герб МНР (1940 - 1941)
Герб МНР (1941 - 1960)
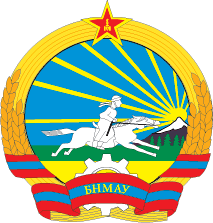
Герб МНР (1960 - 1991)

В часи МНР використовувався подібний герб, але з іншими елементами. Замість літаючого жеребця зображувався вершник на коні, на фоні гір і сходу сонця. Буддистські символи були замінені соціалістичними. У нижній частині герба містився напис БНМАУ (Бүгд Найрамдах Монгол Ард Улс, Монгольська Народна Республіка)